# Neosisyphus rugosus
Neosisyphus rugosus là một loài bọ cánh cứng trong họ Bọ hung (Scarabaeidae).